# منفذ الوديعة
منفذ الوديعة السعودي أحد المنافذ الحدودية السعودية مع اليمن ويقع في مركز الوديعة محافظة شرورة منطقة نجران.

## حرب الوديعة 1969
في 27 نوفمبر 1969 شنت القوات اليمنية الجنوبية هجوم على مركز الوديعة واحتلتها وحاولت السيطرة على مدينة شرورة غير أنها بائت بالفشل، وفي 6 ديسمبر 1969 استطاعت القوات السعودية استرجاع الوديعة.

## ترسيم الحدود 2000
في 12 يونيو (حزيران) 2000م عقدت اتفاقية معاهدة جدة (2000) تنازلت فيها المملكة العربية السعودية عن الشريط الحدودي داخل الأراضي السعودية بعمق 5-50 كم للجمهورية اليمنية، ضمت منطقة منفذ الوديعة في نجران ومنطقة الشريط الحدودي كلها إلى اليمن.

## هجوم تنظيم القاعدة 2014
في 4 يوليو 2014 أعلن تنظيم القاعدة في جزيرة العرب مسؤوليته عن الهجمات التي استهدفت منفذ الوديعة الحدودي وبث صور بعض المسلحين الذين شاركوا في عملية اقتحام المنفذ الحدودي ومدينة شرورة، وبعض أسماء المنفذين للعملية، بالإضافة إلى لحظة تفجير السيارة المفخخة التي فجرها التنظيم عن بعد، وصور للقذائف الصاروخية التي استخدمت لقصف وحدات من قوات حرس الحدود السعودية في الجانب السعودي. وكانت السلطات السعودية أكدت مقتل أربعة من جنودها، بينهم قائد دورية أمنية، وخمسة من المهاجمين الذين استهدفوا دورية على الحدود، بالتزامن مع هجومهم بسيارة مفخخة على موقع لحراسة المنفذ.

## الحرب الأهلية 2015 - 2016
في يونيو 2015 سيطرت القوات الموالية للرئيس هادي منصور على منفذ الوديعة.